# Pārk-e Jangalī-ye Pardīsān
Pārk-e Jangalī-ye Pardīsān (persiska: پارک جنگلی پردیسان) är en park i Iran.   Den ligger i provinsen Teheran, i den norra delen av landet, i huvudstaden Teheran. Pārk-e Jangalī-ye Pardīsān ligger 1 403 meter över havet.
Terrängen runt Pārk-e Jangalī-ye Pardīsān är varierad, och sluttar söderut.Runt Pārk-e Jangalī-ye Pardīsān är det mycket tätbefolkat, med 10 000 invånare per kvadratkilometer. Närmaste större samhälle är Teheran, 8,3 km sydost om Pārk-e Jangalī-ye Pardīsān. Runt Pārk-e Jangalī-ye Pardīsān är det i huvudsak tätbebyggt.